# Loxioda fasciosa
Loxioda fasciosa är en fjärilsart som beskrevs av Moore 1882. Loxioda fasciosa ingår i släktet Loxioda och familjen nattflyn. Inga underarter finns listade i Catalogue of Life.